# 킨다급 순양함

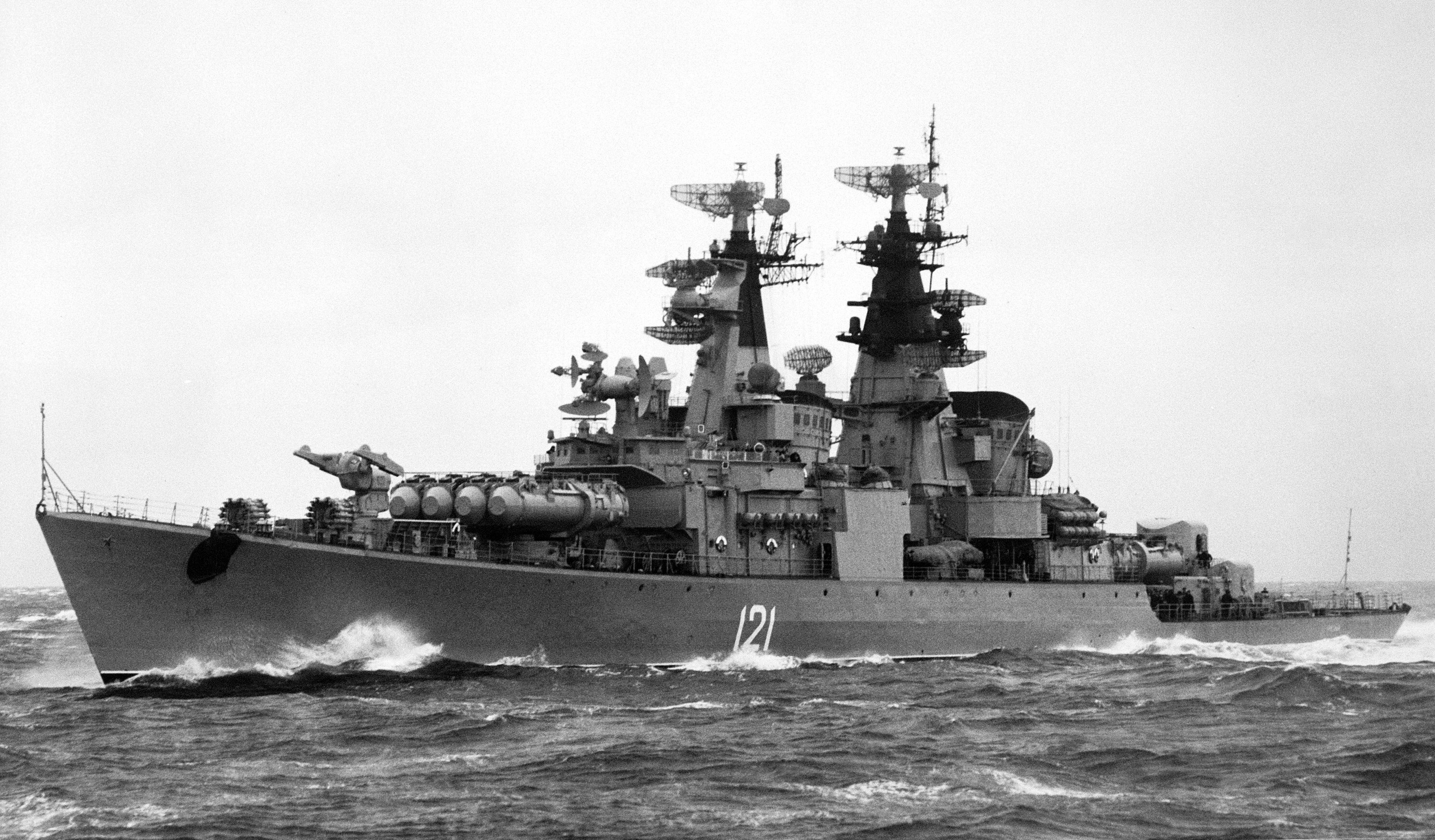

킨다급 순양함 또는 킨다급 미사일순양함, 프로젝트 58 미사일순양함(러시아어: Ракетные крейсера проекта 58)은 1세대 소련의 미사일순양함이며 소련 해군의 상당한 진보를 표현한다. 북대서양 조약 기구(NATO)에서는 킨다급(Kynda class)로 부르며 그로즈니급(러시아어: Грозный)으로 부르기도 한다. 주 역할은 SS--3b 샤독 미사일을 이용한 대상별훈련(anti-surface warfare)이다.